# Hala’ib
Hala’ib (arab. حلائب) – miejscowość na wybrzeżu Morza Czerwonego, w tzw. trójkącie Hala’ib, będącym terytorium spornym Egiptu i Sudanu, zajętym przez wojska egipskie w latach 90. XX wieku. Miejscowość jest kontrolowana przez władze Egiptu.